# Détective Conan : Les Tournesols des flammes infernales
Détective Conan : Les Tournesols des flammes infernales (名探偵コナン 業火の向日葵, Meitantei Conan: Gōka no himawari) est un film d'animation japonais réalisé par Kōbun Shizuno. Il est sorti le 18 avril 2015 au Japon.
Il s'agit du 19e film tiré du manga Détective Conan.

## Synopsis
Pendant un discours de l'oncle de Sonoko, le Kid fait son apparition, pour, cette fois, voler le tableau : Les Tournesols de Vincent Van Gogh. Suivant cette apparition en direct, Conan et les détectives boys partent à sa rencontre. Pendant qu'ils sont chez Sonoko, avec le Kid déguisé en Shinichi, le manoir prend feu...

## Distribution
- Minami Takayama pour Conan Edogawa
- Wakana Yamazaki pour Ran Mouri
- Rikiya Koyama pour Kogoro Mouri
- Kappei Yamaguchi pour Kaito Kid/Shinichi Kudo
- Megumi Hayashibara pour Ai Haibara
- Naoko Matsui pour Sonoko Suzuki
- Ikue Ohtani pour Mitsuhiko Tsuburaya
- Wataru Takagi pour Genta Kojima/Wataru Takagi
- Chafurin pour l'inspecteur Megure
- Nana Eikura pour Natsumi Miyadai